# Igreja de Santa Maria do Caminho (Santiago de Compostela)
A Igreja de Santa Maria do Caminho (em galego: Igrexa de Santa María do Camiño; em castelhano: Iglesia de Santa María del Camino) é uma igreja neoclássica do século XVIII, originalmente construída no século XIII, senão antes, situada no centro histórico de Santiago de Compostela, Galiza, Espanha.

## Descrição
A primeira referência conhecida da igreja encontra-se no testamento do cardeal Santiago Lorenzo Domínguez, datado de 1276, onde é mencionada juntamente com outras igrejas e ermidas. A igreja ergue-se junto à Porta do Caminho, por onde o  Caminho Francês entra na cidade muralhada, a antiga Porta Francigena, referida no Códice Calixtino (século XII) como “primus introitus” da urbe. Do lado de fora da muralha situava-se o arrabalde de São Pedro de Fora, o primeiro e possivelmente o mais populoso de Santiago. Junto à igreja existiuo hospital de São Miguel, destinado a peregrinos, que é mencionado em 1400 no testamento do cónego de Santiago Ruy Sánchez de Moscoso, que doou a sua residência para esse fim. O hospital serviu depois para acolher «pobres e enfermos, naturais do Reino», tendo sido anexado ao Hospital de São Roque em 1760.
O edifício original, de estilo românico, foi parcialmente demolido entre 1747 e 1749 para reconstruir a capela-mor, aumentando-lhe a altura. Poucos anos depois, foi reconstruída a fachada, segundo projeto do arquiteto Miguel Ferro Caaveiro, que terminou as obras c. 1770. A fachada é decorada com elementos barrocos e neoclássicos, e nela se destaca o grande óculo, coberto com uma coroa laureada de talha excecional. Por cima ergue-se um pequeno campanário. A porta é enquadrada por quatro pilastras jónicas gigantescas, que sustentam o frontão.
A igreja tem uma só nave dividida em cinco tramos por separados por arcos e com abóbada de aresta. Nas paredes há capelas laterais de ar mais classicista.
No interior destacam-se a imagem neoclássica da Imaculada Conceição pisando a cobra, da autoria do escultor compostelano Manuel Prado Mariño, um retábulo-mor realizado em 1758 por Manuel de Leis e imagens rococó de Bieito Silveira.